# Asier Cazalis
Asier Cazalis (La Pastora, Caracas, 27 de mayo de 1972) es un músico, productor e ingeniero venezolano, conocido por ser el vocalista y compositor de las letras de la banda de Caramelos de Cianuro.

## Biografía
Nació en 1972 en la Parroquia La Pastora en Caracas, Venezuela , sin embargo, su infancia la pasó entre Denver y Pensilvania, debido a que sus padres estudiaban allí. Su adolescencia transcurrió en Venezuela, «entre Plaza Venezuela y Sabana Grande, donde se reunían "punketos" y "metaleros"». Siendo aún menor de edad dio sus primeras actuaciones en un bar popular en la zona.
Estudió 3 semestres de Arquitectura en la Universidad Central de Venezuela, pero decidió abandonar y se va a la Universidad Metropolitana, donde se graduó en Ingeniería de sistemas aunque nunca ejercería la carrera. En cambio, decidió hacerse una carrera en la música y se reunió con varios amigos para formar una banda de Rock Alternativo venezolana llamada Caramelos de Cianuro, de la que él es el Líder desde los años 80 hasta el día de hoy.